# Австралійський інститут космічних досліджень
Австралійський інститут космічних досліджень (англ. Australian Space Research Institute, скор. ASRI) - з'явився на початку 1990-х в результаті злиття Групи розробки засобів запуску (AUSROC) з  Університету Монаша в Мельбурні й Австралійської космічної інженерно-дослідницької асоціації (ASERA).

## Опис
Інститут є некомерційною організацією, діяльність якої повністю здійснюється добровольями. Більшість робіт в ASRI проводиться спільно з такими австралійськими університетами, як Королівський мельбурнський технологічний інститут, Квінслендський технологічний університет і Сіднейський технологічний університет.
ASRI розробляє концепцію для майбутнього австралійського космічного суспільства, включаючи промисловість.
На відміну від космічних агентств більш промислово розвинених країн, ASRI безпосередньо не отримує будь-якого державного фінансування, так як Уряд Австралії порахував, що немає стратегічних, економічних або соціальних причин для здобуття самостійності в космосі, і його офіційна космічна політика є клієнтською та споживчою, а не розвиваючою (або просуває технології), метою є набуття безпечного й економічного доступу австралійських користувачів до космічних продуктів і послуг, що розробляються на глобальному ринку.
ASRI створено для надання можливостей орієнтованих на космос промислових і технологічних розробок для австралійського технічного співтовариства.